# ТЭЦ Кендзежин
ТЭЦ Кендзежин — теплоэлектроцентраль на юге Польши, в пятидесяти километрах к западу от Катовиц.
В 1943 году в Кендзежине начал работу завод изооктана (высокооктановый компонент моторных топлив), оборудование которого после отступления немцев вывезли в СССР. Поляки, ставшие новыми владельцами города, восстановили работу площадки в 1949 году (ныне принадлежит концерну Grupa Azoty). Для обеспечения своих потребностей химический завод имеет собственную ТЭЦ, на которой по состоянию на начало 2010-х годов работали пять введённых в 1956–1959 годах угольных паровых котлов разработки австрийской компании Pauker (имели станционные номера 4, 5, 6, 7 и 8). Они питали три турбогенератора (№ 1, № 4 и № 7), введённые в эксплуатацию в 1956, 1958 и 1963 годах. Каждый из этих агрегатов имел турбину чешского Первого Брненского машиностроительного завода и генератор Škoda, при этом турбина № 1 имела мощность 16,6 МВт, а две другие — по 14,6 МВт.
В 2017 году ТЭЦ усилили новым котлом (№ 10) производства рацибужской компании Rafako и турбиной Siemens мощностью 25 МВт (получила станционный № 6). Для удаления продуктов сгорания вместе с ними смонтировали дымовую трубу высотой 80 метров. Появление нового агрегата позволит начать вывод устаревших мощностей.